# Slum Village
Slum Village is een Amerikaanse hiphop-groep uit Detroit. De band werd gesticht door de rappers Baatin, T3 en producent-rapper J Dilla.
Hun eerste album Fantastic Vol. 2 verscheen in de zomer van 2000 en werd alleen door J Dilla geproduceerd. Na het vertrek in 2001 van J Dilla, die zich wilde concentreren op een solocarrière, werd een nieuw lid aangetrokken: de rapper Elzhi.Midden 2002 verscheen hun tweede album Trinity (Past, Present and Future), gemaakt door Scott Storch, DJ Hi-Tek, J Dilla en anderen. In 2003 volgde er opnieuw een vertrek van een groepslid. Baatin verliet de groep wegens zijn schizofrenie. In juli 2004 verscheen Detroit Deli (A Taste of Detroit). Gasten waren Kanye West, Ol' Dirty Bastard, Dwele en John Legend. Het was hun laatste album bij Capitol Records. In 2005 verscheen het derde album Slum Village onder hun eigen label, Barak Records. 2006 startte Slum Village een tournee door Europa.

## Discografie

### Albums
- 1997: Fan-Tas-Tic (Vol. 1) (Counterflow Records)
- 2000: Fantastic, Vol. 2 (GoodVibe Recordings)
- 2002: Trinity (Past, Present and Future) (Barak Records/Capitol Records)
- 2004: Detroit Deli (A Taste of Detroit) (Capitol Records)
- 2005: Slum Village (Barak Records)

### Mixtapes
- 2000: Best Kept Secret (Groove Attack)
- 2002: Dirty District (Sequence Records)
- 2005: Prequel To A Classic (Barak Records)